# Patriarcha Kościoła katolickiego obrządku ormiańskiego
Patriarcha Kościoła katolickiego obrządku ormiańskiego jest zwierzchnikiem Kościoła katolickiego obrządku ormiańskiego, stanowiącego jeden z Katolickich Kościołów wschodnich.
Katolicki patriarchat obrządku ormiańskiego został utworzony w 1740 i uznany przez papieża jako część Kościoła katolickiego w 1742 wskutek schizmy w cylicyjskim patriarchacie Apostolskiego Kościoła Ormiańskiego. Patriarchowie ci w razie nominacji kardynalskiej są kardynałami-biskupami Kościoła katolickiego. Rezydują w Bzommar, obecnie jest to przedmieście Bejrutu, w Libanie.

## Lista patriarchów Kościoła katolickiego obrządku ormiańskiego
- Abraham Bedros I Ardziwian (1740–1749)
- Hagop Bedros II Howsepian (1749–1753)
- Mikael Bedros III Kasparian (1753–1780)
- Parseg Bedros IV Awkadian (1780–1788)
- Krikor Bedros V Kupelian (1788–1812)
- Krikor Bedros VI Dżeranian (1812–1841)
- Hagop Bedros VII Holassjan (1841–1843)
- Krikor Bedros VIII Derasdwadzadurian (1843–1866)
- Andon Bedros IX Hassoun (1866–1880)
- Stepan Bedros X Azarian (1881–1899)
- Bohos Bedros XI Emmanuelian (1899–1904)
- Bohos Bedros XII Sabbagian (1904–1910)
- Bohos Bedros XIII Terzian (1910–1931)
- Awedis Bedros XIV Arpiarian (1931–1937)
- Krikor Bedros XV Agadżanian (1937–1962)
- Iknadios Bedros XVI Batanian (1962–1976)
- Hemaiag Bedros XVII Guedigujan (1976–1982)
- Howannes Bedros XVIII Kasparian (1982–1998)
- Nerses Bedros XIX Tarmuni (1999–2015)
- Krikor Bedros XX Ghabroyan (2015–2021)
- Raphaël Bedros XXI Minassian (od 2021)